# Крупнишка епархия
Крупнишката епархия е историческа православна епархия, с център Крупник, съществувала до XVI век. Крупнишка е възстановена титулярна епископия (тоест без епархия) на Българската православна църква от 1960-те години.

## История
Крупник става център на епархия начело с епископ след възстановяването на българската държавност през 1186 година или по-късно през XV век, вероятно поради икономическото си издигане. Епископията откъсва от Кюстендилската епархия пририлската област – Разлога, Горноджумайско, Дупнишко и Самоковско. Споменават се следните крупнишки епископи:
| Име     | Бележки |
| ------- | --- |
| Яков    | от село Граница, починал на 2 ноември 1448 г. Неговите синове Йоасаф, Давид и Теофан възстановяват разрушения Рилски манастир около 1451 – 1460 и възвръщат мощите на Свети Иван Рилски от Търново в манастира в 1469 г. |
| Йосиф   | в 1469 година участва в пренасянето на мощите на Свети Иван Рилски от Търново в Рилския манастир |
| Яков II | споменат в 1488 в надписа на църквата „Свети Димитър“ на Бобошевския манастир и в 1491 година в рилския метох Орлица |
| Йоасаф  | споменат в 1577 година |

В Крупник са разкрити основите на епископската църква „Света Троица“ от XIV век.
Точните граници на епархията не се знаят, но се смята, че обхваща областта по средна Струма между планините Бели рът, Конявска, Влахина, Рила и Пирин, включително Кресненския проломна юг. Смята се, че епархията включва и Дупнишко и Рилския манастир, тъй като Яков II е споменат в надпис в Бобошево, а митрополит Йоасаф дарява в 1577 година известното обковано Крупнишкото евангелие на Рилския манастир. Поради това се смята, че Крупнишката епархия е всъщност Крупнишко-Дупнишка църкова област, но не съществуват сведения дали минава на изток отвъд Пирин, в Разлог.
Няма сведения под чие ведомство е тази епархия. Тя не се споменава в епархиите на Охридската архиепископия, но се смята за по-вероятно да влиза в Охридския диоцез, а не в диоцеза на Цариградската патриаршия. Епископи от Крупнишката епрхия не се явяват като членове на църковните събори, провели се в Охрид в 1530 и 1532 година, като за това причина се посочва, че вероятно главата на Крупнишката епархия не е самостоятелен епархийски архииерей, а е подчинен на банския (кюстендилския) митрополит. Предполага се, че Крупнишката епископия съставлява църковно-административна част на Кюстендилската епархия от това време.
След подчиняването на Кюстендилската епархия от Ипекската архиепископия, под нейно ведомство се предполага, че минава и Крупнишката епископия, която е оставена да съществува и е издигната в самостоятелна епархия начело с митрополит, за което свидетелства споменатият митрополит Йоасаф. По време на XVI век обаче в епархията се развива като търговски и промишлен център Самоков, което налага преместването на центъра на епархията в Самоков. За Крупнишката епархия няма сведения след 1577 година.
В 1965 година епархията е възстановена като титулярна на Българската православна църква.
Титулярни епископи
| Име                   | Управление                       |
| --------------------- | -------------------------------- |
| Григорий (Узунов)     | 11 април 1965 – 13 февруари 1972 |
| Геласий (Михайлов)    | 7 май 1978 – 2 декември 1987     |
| Натанаил (Калайджиев) | 25 март 1989 – 24 април 1994     |
| Инокентий (Петров)    | 26 ноември 2012 –                |